# 臺中市潭子區潭子國民小學
臺中市潭子區潭子國民小學是一所位於臺中市潭子區的市立國民小學。

## 歷史
1909年，成立「葫蘆墩公學校潭仔墘分校」。
1910年，獨立設校為「潭仔墘公學校」。
1917年，更名為「潭子公學校」。
1941年，再度更名為「潭子國民學校」。
1945年戰後，校名改為「臺中縣立潭子國民學校」。
1968年實施台灣九年國民教育，更名為「臺中縣立潭子國民小學」。
2010年12月25日，因應臺中縣市合併為臺中市，改名為「臺中市潭子區潭子國民小學」。

## 歷任校長

### 戰後
1. 陳德生：34.10－38.2
2. 林茂崙：38.2－40.2
3. 林德源：40.2－45.10
4. 王朝清：45.10－46.9
5. 吳盈周：46.9－56.7
6. 黃恒昇：56.7－57.10
7. 賴金池：57.10－58.2
8. 陳  萬：58.2－68.5
9. 張建惠：68.5－72.8
10. 葉敏福：72.8－81.8
11. 林政宏：81.1－87.8
12. 侯戊己：87.8－90.8
13. 鍾維宗：90.8－93.8
14. 洪梓祥：93.8－97.8
15. 陳世銘：97.8－104.7
16. 洪宗瑜 : 104.8-111.7
17. 陳銘鎮：111.8－

## 學區
栗林里 (全里)
潭秀里 (全里)
甘蔗里 1~12鄰 
17~19鄰
22~30鄰
32~34鄰 
潭陽里 22.23鄰

## 外部連結
- 臺中市潭子區潭子國民小學 （页面存档备份，存于）